# 佩康库尔
佩康库尔（法語：Pecquencourt，法語發音：[pɛkɑ̃kuʁ]）是法国上法兰西大区北部省的一个市镇，位于该省中部，属于杜埃区。

## 地理
佩康库尔（50°22'38"N, 3°12'57"E）面积9.6 平方千米，位于法国上法蘭西大區北部省，该省份为法国最北部的省份及最长的省份，西北濒北海，西接加来海峡省，南至埃纳省和索姆省，东与比利时接壤。
与佩康库尔接壤的市镇（或旧市镇、城区）包括：弗雷、布吕耶莱马尔谢讷、埃卡永、拉兰、马尔谢讷、马尼、蒙蒂尼昂奥斯特雷旺、略莱。

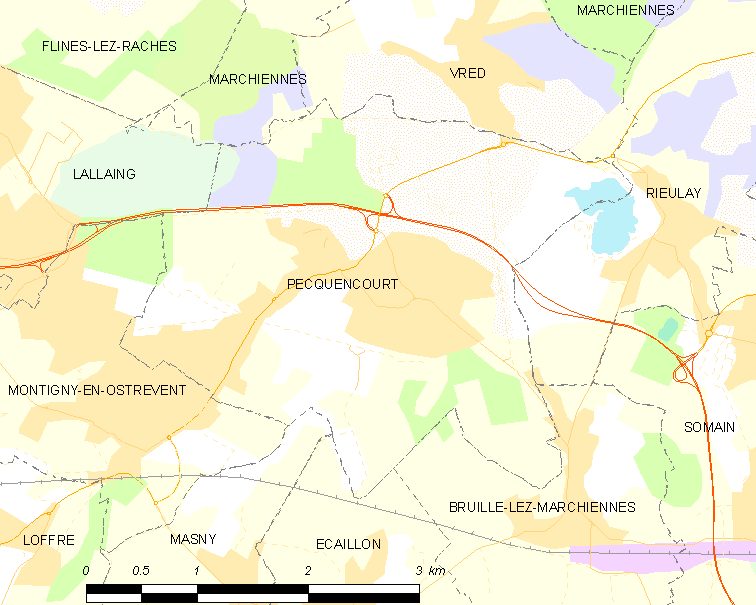
佩康库尔的OSM定位图

佩康库尔的时区为UTC+01:00、UTC+02:00（夏令时）。

## 行政
佩康库尔的邮政编码为59146，INSEE市镇编码为59456。

## 政治
佩康库尔所属的省级选区为桑勒诺布勒县。

## 人口

1962-2008年间佩康库尔人口变化图示

佩康库尔于2022年1月1日时的人口数量为6160人。